# Dunărea Veche – Brațul Măcin
Dunărea Veche - Brațul Măcin és una zona protegida (zona especial de protecció contra l'avifauna - SPA) situada al sud-est del país, als territoris dels comtats de Brăila, Constanța i Tulcea.

## Ubicació
L'espai natural ocupa el territori oriental del comtat de Brăila (comunes Frecăței i Mărașu) l'oest del comtat de Tulcea (comunes Carcaliu, Cerna, Dăeni, Greci, Ostrov i Măcin) i el nord-oest del comtat de Constanța (Ciobanu, Gârliciu, Saraiu i la ciutat de Hârşova), prop de la carretera nacional DN22A que connecta el municipi de Tulcea amb Hârşova.

## Descripció
La zona va ser declarada Zona de Protecció Especial d'Avifauna per la Decisió del Govern núm. 1284, del 24 d'octubre de 2007 (pel que fa a la declaració d'àrees especials de protecció contra l'avifauna com a part integral de la xarxa ecològica europea Natura 2000 a Romania).
El jaciment del Vell Danubi - Măcin Arm des de febrer de 2013 està protegit per la Convenció de Ramsar com a zona humida d'importància internacional i té una superfície de 18.759 hectàrees.
L'espai protegit (emmarcat en una bioregió geogràfica estepària) és un espai natural (rius, llacs, pantans, torberes, estepes, prats naturals, terres cultivables, boscos de fulla caduca) que proporciona aliment, nidificació i condicions de vida per a diverses espècies d'au migratòria, transitòria o sedentària.

## Avifauna
Diverses aus que figuren a l'annex de la Directiva 2009/147 / CE del Consell Europeu de 30 de novembre de 2009 sobre conservació d'aus silvestres s'informen a la zona del lloc.

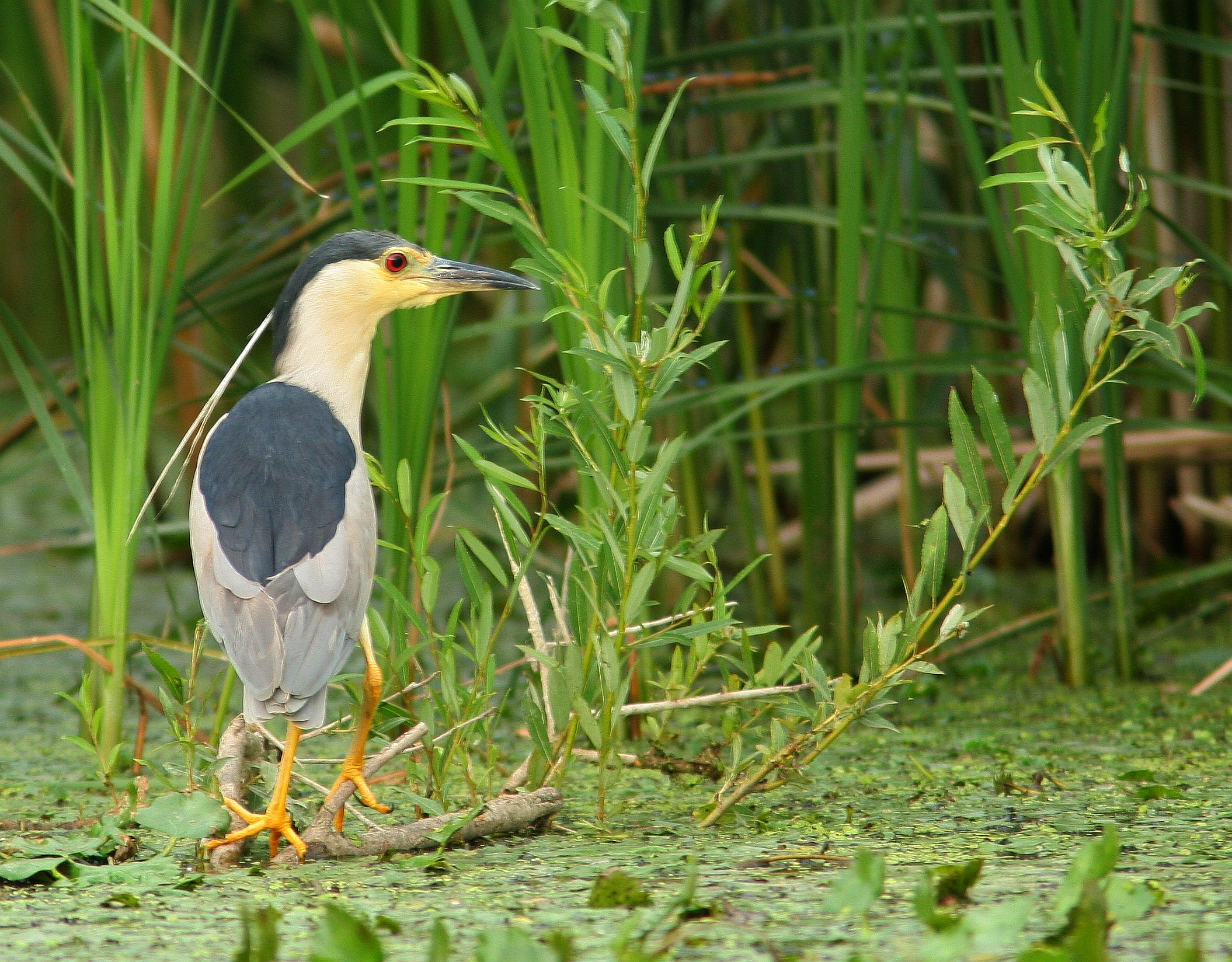
Garza nocturna (Nycticorax nycticorax)

Espècies protegides d'aus: blau- ulls de gavina (Alcedo atthis), falcó de potes curtes (Accipiter brevipes), au-falcó (Accipiter nisus), limícoles (Acrocephalus melanopogon), escarabat de camp (Anthus campestris), (pomarina - ţipătoare menor Aquila), garsa (Ardea purpurea), ànec vermell (ànec ferruginós), euràsia (Botaurus stellaris), pit d'oca vermell (oca de pit vermell), chirighiţă-de cara blanca (Chlidonias hybridus), cigonya negra (Ciconia nigra) , cigonya blanca (Ciconia ciconia), canya de falcó (Circus aeruginosus), falcó gris (Circus pygargus) Pluviar Kent (Charadrius alexandrinus), colom (Columba oenas), Rodet (Coracias garrulus), jardí de pic (Dendrocopos syriacus), picot negre (Dryocopus martius), garceta petita (garceta petita), jardí d'empaves (Emberiza hortulana), falcó de peus vermells (Falco vespertinus), coll mossegador (Ficedula albicollis), picant petit (Fi cedula parva), àguila (Haliaeetus albicilla), palafita (Himantopus himantopus), nana d'àguila (Hieraaetus pennatus), bitó petit (Ixobrychus minutus), gavina de cap negre (Larus melanocephalus), llangardaix de dors vermell (Lanius collurio) Shrike (Lanius minor), picot (Lullula arborea), picot (Melanocorypha calandra), gaia negra (Milvus migrans), garza nocturna (Nycticorax nycticorax), àguila pescadora (Pandion haliaetus), pelicà comú (Pelotus)), niu (Pernis apivorus), pèl (Phalacrocorax pygmeus), mató (Philomachus pugnax), picot verd (Picus canus), cabirol (Platalea leucorodia), noi gitano (Plegadis falcinellus), augment gris (Porzana parva), ciocântors (Recurvirostra avosetta), oreneta de terra (Ripurvirostra avosetta) riparia), estern petit (Sterna albifrons), estern (Sterna hirundo), xiulet de pantà (Tringa glareola) o còdol negre (Oenanthe plesch anka).

## Carreteres d'accés

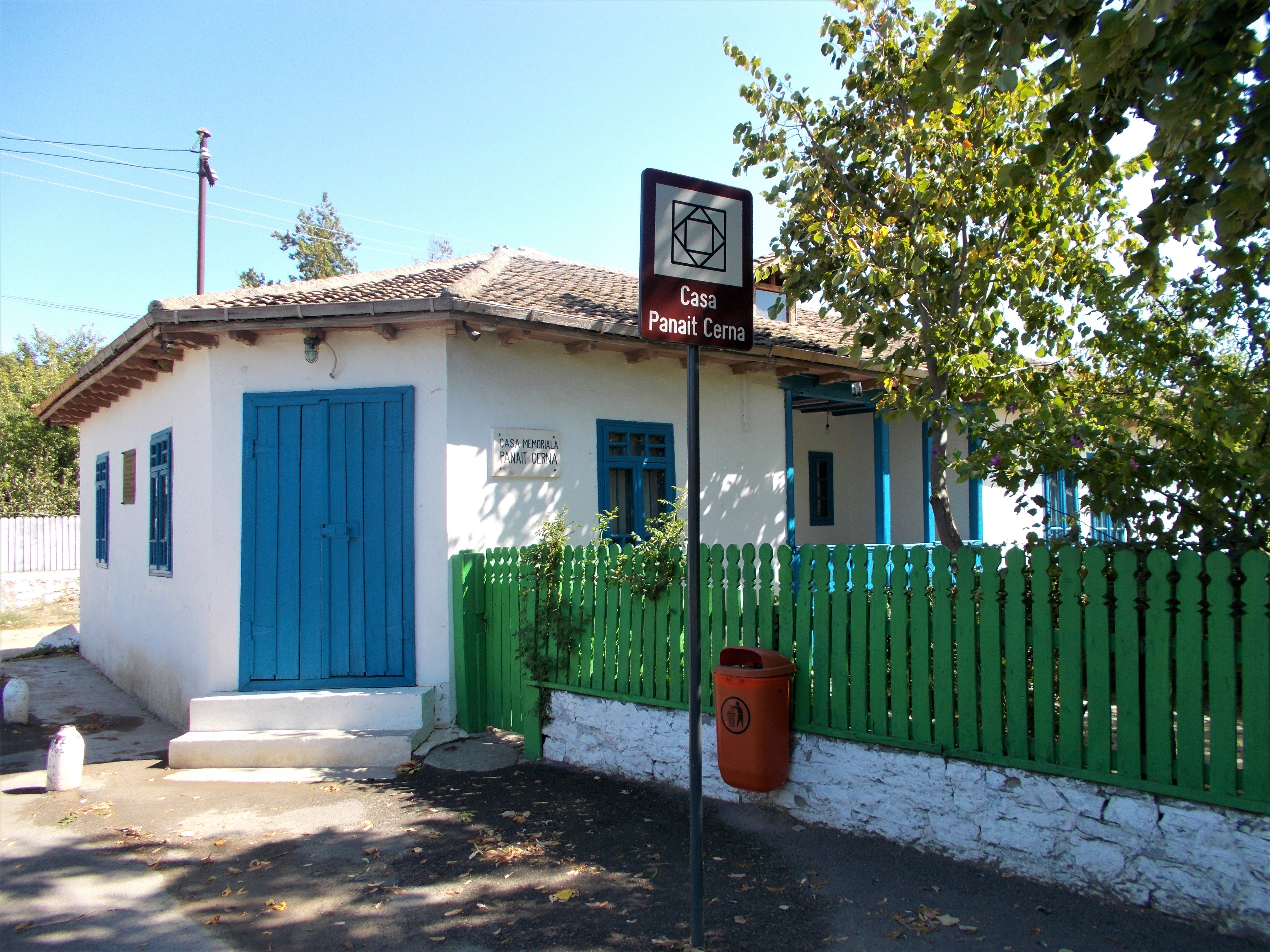
Casa Memorial "Panait Cerna"

- Carretera nacional DN2A a la ruta: Constanța - Mihail Kogălniceanu - Nicolae Bălcescu - Crucea, Constanța - Hârșova.

## Monuments i atraccions turístiques
Als voltants del recinte hi ha diversos objectius d'interès històric, cultural i turístic; tan:
- Església "Sf. Nicolae" del poble de Gârliciu, construcció 1865 - 1902, monument històric.
- Mesquita Mestan Aga de Măcin, construïda el 1860, monument històric.
- Casa Panait Cerna a Cerna, construcció del segle xix, monument històric.
- El jaciment arqueològic de Stejaru (sec. XIV - XI a. C., Edat del Bronze Final, Nova Cultura).
- El jaciment arqueològic de Hârșova (sec. XV - XIX, seg. IV - VI d. C., època romana, seg. II - III d. C., Edat romana).